# Sakura Gakuin Festival 2013 -Live Edition-
Sakura Gakuin Festival 2013 -Live Edition- (さくら学院祭☆2013 -LIVE EDITION-) (estilizado como Sakura Gakuin Festival☆2013 -LIVE EDITION-) é o terceiro DVD ao vivo do grupo Idol Japonês Sakura Gakuin (quarto DVD, no geral). O DVD foi gravado nos dias 1 e 2 de Novembro de 2013 no Shinagawa Stellar Ball, no concerto Sakura Gakuin Festival☆2013. O DVD foi lançado no Japão dia 12 de fevereiro de 2014.

## Faixas
1. "Mezase! Super Lady" (目指せ！スーパーレディー)
2. "Verishuvi" (ベリシュビッッ)
3. "Hello! IVY"
4. "Hana*Hana"
5. "Yokubari Fille" (よくばりフィーユ) / Clube de Culinária Minipati
6. "Acha! Cha! Kare" (あちゃ！ちゃ！カリー) / Clube de Culinária Minipati
7. "Scoreboard ni Love ga Aru" (スコアボードにラブがある) / Clube de Tênis Pastel Wind
8. "Delta" (デルタ) / Clube de Ciências Kagaku Kyumei Kiko Logica?
9. "Science Girl Silence Boy" (サイエンスガール▽サイレンスボーイ) / Clube de Ciências Kagaku Kyumei Kiko Logica?
10. "Welcome to My Computer" / Clube de Ciências Kagaku Kyumei Kiko Logica?
11. "FLY AWAY"
12. "Chime" (チャイム)
13. "Pumpkin Parade"
14. "Sleep Wonder" (スリープワンダー)
15. "Pictogram" (ピクトグラム)
16. "Otomegokoro" (オトメゴコロ)
17. "Ganbare!!" (顔笑れ!!)
18. "School days"
19. "FRIENDS"
20. "message"
21. "Medaka no Kyoudai" (めだかの兄妹) / Clube de Volta para Casa Temporário sleepiece
22. "Yume ni Mukatte" (夢に向かって)

## Desempenho nas paradas musicais
| Tabela                          | Melhor posição |
| ------------------------------- | -------------- |
| Japão (Oricon Weekly DVD Chart) | 27             |